# وادیم ملر
وادیم ملر (روسی: Вадим Георгиевич Меллер؛ ۲۶ آوریل ۱۸۸۴ – ۴ مهٔ ۱۹۶۲) نقاش، معمار، و استاد دانشگاه اهل اتحاد جماهیر شوروی سوسیالیستی بود.
وی همچنین برندهٔ جوایزی همچون نشان پرچم سرخ کار شده‌است.